# Meta-Panzerwels
Der Meta-Panzerwels (Hoplisoma metae, Synonym: Corydoras metae) ist eine Fischart aus der Familie der Panzer- und Schwielenwelse (Callichthyidae), die im Stromgebiet des Río Meta in Kolumbien vorkommt. Sie ist eng mit dem ähnlich aussehenden Kopfbinden-Panzerwels (Hoplisoma melini) verwandt.

## Merkmale
Der Meta-Panzerwels erreicht eine Körperlänge von 5,5 cm, ist relativ hochrückig und hat eine helle, gelbbraune Grundfärbung. Alle Flossen, mit Ausnahme der dunklen Rückenflosse, sind bräunlich transparent. Die Iris ist goldgelb. Ein schwarzes Band erstreckt sich vom Hinterkopf über die Augen bis auf die „Wangen“. Ein weiteres, mit gleicher Färbung, verläuft von der Rückenflossenbasis zunächst entlang des Rückens nach hinten, knickt auf Höhe der Fettflosse nach unten ab und erstreckt sich dann bis zum unteren Teil der Schwanzflossenbasis aber nicht bis auf die Schwanzflosse. Oberhalb der Körpermittellinie zählt man 23 Knochenplatten, unterhalb sind es 20 und nur zwei Knochenplatten trennen die Rückenflosse von der Fettflosse. Männchen bleiben kleiner und sind schlanker als die Weibchen.
- Flossenformel: Dorsale i/8, Anale i/8, Ventrale 6.